# رودلف لافي
رودلف لافي (بالألمانية: Rudolf Levy)‏ هو رسام ألماني، ولد في 15 يوليو 1875 في شتشين في بولندا، وتوفي في 1944 في إيطاليا.

## معرض صور

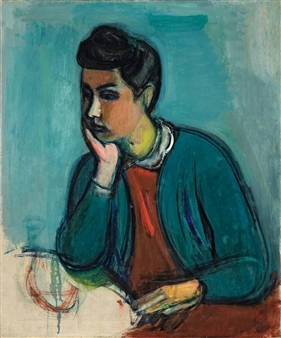
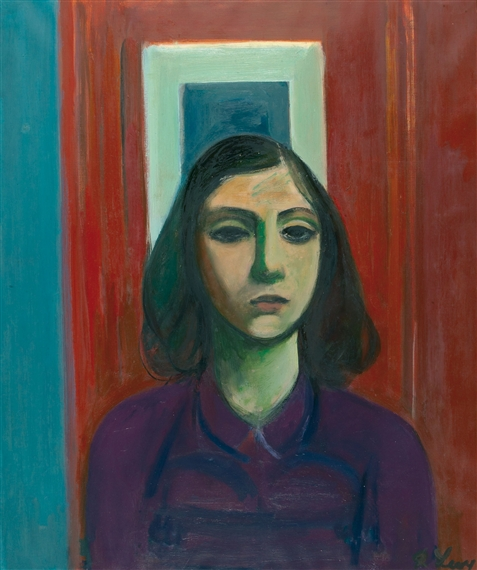
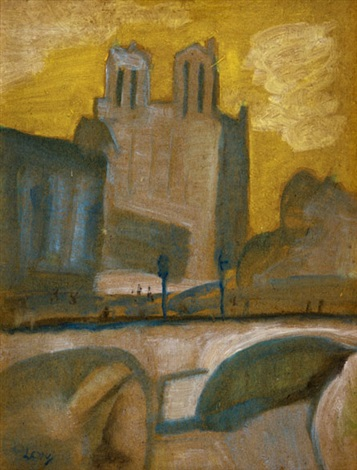
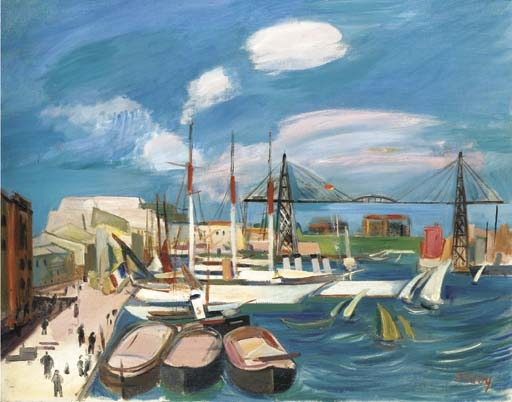
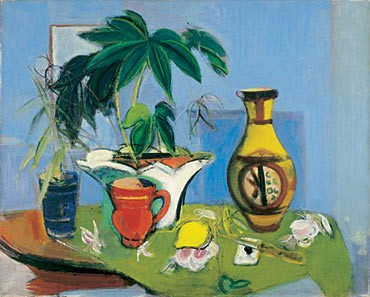